# Église Notre-Dame-de-la-Salette de Rome
Pour les articles homonymes, voir Notre-Dame et Notre-Dame de la Salette (homonymie).
L'église Notre-Dame-de-la-Salette (en italien : chiesa  Nostra Signora de La Salette) est une église romaine située dans le quartier Gianicolense sur la Fabiola.

## Historique
L'église fut construite sur les plans des architectes Vivina Rizzi et Ennio Canino. L'église devient paroisse le 18 juin 1957 sur décision du cardinal vicaire Clemente Micara dans son décret Neminem quidem fugit et obtient en 1969 le titre cardinalice Nostra Signora de La Salette institué par le pape Paul VI.

## Architecture et décorations
L'extérieur est précédé d'un large escalier menant au temple. La façade est divisée en deux terrasses : la première abrite l'entrée ; la seconde est percée de hautes fenêtres qui servent de toile de fond à la statue titulaire de la Vierge, apparue en 1846 à La Salette, en France, et qui s'élève comme un haut dais en béton armé.
L'église est flanquée d'un clocher, l'un des plus hauts de Rome (les Quercioli le mesurent à 52 mètres). L'intérieur présente un plan central avec des murs de briques qui convergent sinueusement vers l'unique autel. Selon les Quercioli, « Notre-Dame de La Salette est considérée par beaucoup comme une pierre angulaire de l'architecture sacrée de notre époque. » (Quercioli M., op.cit. p. 375)